# پیاس
پیاس (به اسپانیایی: Pías) یک دهستان‌های اسپانیا و دهستان و منطقه مسکونی در اسپانیا است که در استان سامرا واقع شده‌است. پیاس ۴۳ کیلومتر مربع مساحت دارد.